# 石勒苏益格-荷尔斯泰因大区
石勒蘇益格-荷爾斯泰因大区（德語：Gau Schleswig-Holstein）成立於1925年2月26日。在1933年至1945年期間，它是納粹德國的一個行政區劃。它來源於此前普魯士的石勒蘇益格-荷爾斯泰因省、奧爾登堡自由州，並於1937年4月1日在《大漢堡法案》施行後併入了呂貝克自由市。在此之前的1925年到1933年，石勒苏益格-荷尔斯泰因大区是納粹黨在該地區的地區分部。